# Apiaceae
Las apiáceas (Apiaceae, anteriormente clasificada como Umbelliferae) es una familia de plantas herbáceas y arbustos fanerógamas perteneciente al orden de las apiales. Esta familia está constituida por unos 418 géneros y más de 3257 especies aceptadas extendidas por todo el mundo, aunque son poco frecuentes en zonas tropicales, desérticas y  en Australia.

## Descripción
Presentan un tallo a menudo estirado; con la médula blanda o fistulosa. Hojas alternas, casi siempre con una vaina abrazadora grande, enteras, partidas, graminoides o más frecuentemente recortadas, o, hendidas, muy a menudo divididas. : 35  Suelen tener resinas y alcaloides, las de terrenos secos con mayor abundancia de gomorresinas y las de terrenos húmedos de alcaloides.
Flores generalmente hermafroditas más o menos actinomorfas; cáliz con 5 sépalos pequeños o nulos; corola con 5 pétalos, frecuentemente lobulados; androceo con 5 estambres; gineceo ínfero bicarpelar con 2 estilos (carácter definitorio de familia), con la base ensanchada formando un estilopodio, los cuales a su vez forman un disco; cada carpelo con dos partes, comisura y dorso, este último puede estar ornamentado.
Inflorescencias en umbela compuesta, raramente en umbela simple o en umbela capituliforme. En la base de los radios de la umbelas primarias suele haber un involucro de brácteas, en ocasiones llamativas, mientras que en la base de los radios de la umbelas secundarias o umbeculas suele hallarse un involucelo de bracteolas. 
Frutos secos, derivados del tipo aquenio, esquizocarpicos (diaquenios), que cuando están maduros se separan en dos mericarpos monospermos (una sola semilla), quedando unidos al peciolo por el carpóforo. Cada mericarpo suele presentar costillas (costas) entre las que se pueden presentar costillas secundarias (estas y las primeras pueden diferenciarse en alas, espinas, etc.), bajo ellas puede haber canales oleíferos (vitas) y estrías (valles o valeculas). Dichas semillas maduras son prácticamente indispensables para una correcta identificación de los taxones. Las semillas tienen un endosperma aceitoso.

## Fitoquímica
No producen glucósidos cianogénicos. En diversas especies se han registrado compuestos mono y poliacetilénicos tales como el falcarinol (Daucus), la cicutoxina (Cicuta), la enantotoxina (Oenanthe) y la carotatoxina (Daucus). Se presentan algunos alcaloides, tales como la coniína (o cicutina) y la conicina (Conium, Cicuta). Las proantocianidinas están ausentes. Los flavonoides pueden estar presentes: los más comunes son el kaempferol, la quercetina, la luteolina y la apiina (su aglicona es la apigenina). Se encuentran saponinas  en algunos casos (como Physospermum verticillatum,  que contiene buddlejasaponina IV and songarosaponina). La acumulación de aluminio no se presenta. Se encuentran azúcares no ubicuos, tales como umbeliferosa y apiosa. La cumarina umbeliferina es típica de esta familia.

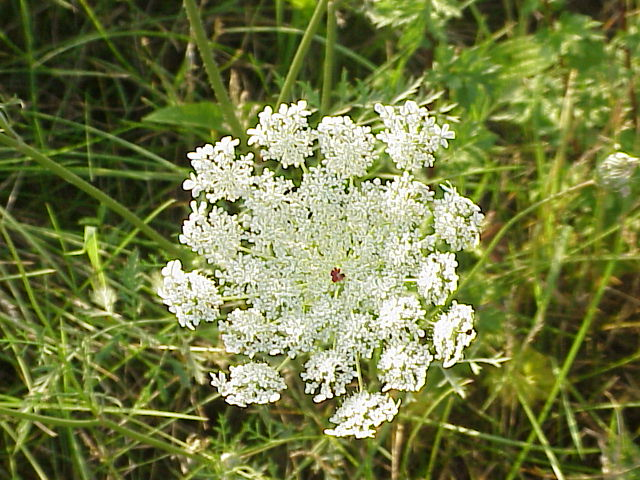
La cicuta fue la planta utilizada para envenenar a Sócrates.

## Taxonomía
Tribu
- Apioideae incertae sedis

Subfamilias
- Apioideae
- Azorelloideae
- Mackinlayoideae
- Saniculoideae